# Isha (maestra espiritual)
Isha Judd (Melbourne, Australia, 1 de mayo de 1962) es una guía espiritual, escritora y jinete en la modalidad de enduro ecuestre. Es australiana con nacionalidad uruguaya. A partir de una técnica milenaria tibetana, diseñó un sistema de autoconocimiento y expansión de la conciencia.

## Biografía
Isha Judd fue criada en Australia por padres adoptivos. Después de una carrera exitosa entrenando caballos de carrera, se convirtió en cantante profesional, antes de dejar todo para dedicarse de lleno a su búsqueda espiritual.
Tras lograr la iluminación espiritual, Isha viajó a Venezuela para llevar por primera vez sus enseñanzas a América Latina. Su programa educativo comprende una técnica de meditación integrada con otras prácticas complementarias y un conjunto de principios educativos de autoconocimiento, para fomentar el desarrollo del ser y la convivencia.
Sus primeros libros corresponden a una trilogía titulada La revolución de la conciencia. Sin embargo, fue con ¿Por qué caminar si puedes volar?, publicado en 2008, que Isha alcanzó notoriedad ya que el libro se transformó en un best seller.
La Fundación Isha Educando para la Paz tiene sede en Uruguay y cuenta con un espacio de meditación llamado La I en la ciudad de Canelones, Uruguay. Reunió a un equipo multidisciplinario de profesionales para colaborar con ella en el diseño de un programa integral que abarcara todos los niveles de la educación, ya sea preescolar, escolar, o universitaria, y también otras áreas educativas como salud, psicología, psicopedagogía, artes, comunicación, relaciones humanas, cultura de paz, diálogo intercultural y cohesión social. La técnica de meditación educativa desarrolla valores universales como son la apreciación, la gratitud, el amor y la unidad.
A través de la Fundación Isha Educando para la Paz brinda ayuda a poblaciones marginadas. Ha realizado eventos en reclusorios de México, donde el Sistema Penitenciario del D.F. ha reconocido cambios en los reos, como mayor "cooperación y tranquilidad entre los internos, lo que ayuda en su tratamiento de rehabilitación. También lo ha realizado en reclusorios de Argentina.
En 2010 recibió el título de Embajadora de la Paz por el Senado de la Nación Argentina y en 2012 el de Doctora honoris causa por la Universidad Internacional de Cuernavaca.
El 31 de octubre de 2014 expuso en la sede principal de la Organización de las Naciones Unidas en la ciudad de Nueva York como cofundadora del Global Citizen Forum y patrocinadora del evento Globalización y Desarrollo Sostenible que se lleva a cabo en la Ciudad de México

## Libros
- La revolución de la conciencia: Una nueva visión de vida, 2005
- La revolución de la conciencia II: La expansión continua, 2006
- La revolución de la conciencia III: Iluminación, 2007
- ¿Por qué caminar si puedes volar?, Aguilar Fontanar, 2008
- Vivir para volar, Aguilar Fontanar, 2011
- Aiko y el diamante perdido, Altea, 2013
- Sobre las nubes, Aguilar Fontanar, 2013
- La vibración del amor, Aguilar Fontanar, 2014

## Denuncia
El 20 de abril del año 2012 el abogado Argentino Héctor Navarro presentó una denuncia penal en el juzgado de Atlántida en Uruguay contra Isha por reducción a la servidumbre y ejercicio ilegal de la medicina. 
Luego de años de estudios y análisis de las denuncias por las autoridades judiciales competentes, no surgió ningún elemento probatorio para atribuir responsabilidades penales o determinar ilícitos penales. En los hechos, esto significa que Isha no fue acusada formalmente por las autoridades del Poder Judicial de ningún delito. Si bien se investigaron los hechos denunciados por el señor Navarro, no hubo mérito para continuar con una acusación penal. Así lo determinó la Fiscal Departamental, y siguiendo la línea de trabajo marcada en el dictamen fiscal, lo resolvió el señor Juez Letrado de Primera Instancia de Atlántida de Primer Turno cuando ordenó el archivo del expediente.

## Declaraciones
Del expediente judicial surgen declaraciones de varias personas que participaron de los cursos y talleres en la Fundación Isha, que se refieren al sistema con expresiones del siguiente tenor: en el Centro Isha “existe gente que está allí, que son colaboradores, no sé si les pagan o lo hacen porque les gusta, se les ve feliz”, “no sé cuánto les pagan pero me gustaría trabajar a mí ahí, están re felices”, “le dan mensajes que son simplemente que exprese sus emociones”, “no hablan de religión”, “es un lugar con buena onda”. “Practicar este sistema me ha hecho muy bien, me ha traído más paz con mi familia, he mejorado mis vínculos con el entorno y me siento una persona responsable y libre”, “el trato es excelente en todo sentido”.
Testimonio Paula Lippold (también denunciante en el expediente judicial mencionado).Tengo derecho a pensar que el método de “unificación” es perjudicial y dañino para la salud, no está reconocido por ningún sistema de salud de ningún país. Produce  estados alterados de la conciencia, bajo la excusa de que así “estás sanando cosas profundas” por lo que “estar mal ” es igual a genial."
Graciela Borges, reconocida actriz argentina de cine y televisión, expresa sobre el sistema Isha "...Todos los días de mi vida realizo mi práctica durante una hora. Si no lo hago es muy difícil que pueda dormir. Practico el sistema Isha hace siete años, y gracias a eso pude superar el insomnio. Para mí fue fundamental, porque alguna vez llegué a pensar que no iba a poder levantarme para ir a trabajar. Desde entonces me despierto con alegría, y eso no hay con qué pagarlo...". Luego agrega, "Hace siete años que comparto afinidades educativas y espirituales con ella. Isha siempre está en mi corazón. Porque quisiera decir: En este, un siglo muy difícil, donde hay mucha luz y pero también muchas sombras, Isha brilla de una manera especial. Es una persona que hace servicio, porque su actuar no tiene que ver con lucrar con el dinero, ella podría haberse quedado así como nació, siendo hija de millonarios y, sin embargo, eligió ayudar a los demás. Isha siguió la vocación de su alma, su corazón, y su Fundación ayuda a quienes ni siquiera tienen un peso para pagar por aprender sus técnicas".
Ximena Rivas, actriz chilena de radio, cine y televisión nacida en Santiago de Chile el 12 de agosto de 1963, se ha referido al método ISHA muy positivamente: ”es un proceso de sanación maravilloso”, “el sistema es muy bonito y muy moderno”, “en definitiva es encontrar un espacio de amor contigo”, "es salir del círculo de sufrimiento”. Explica que "el amor lo tienen que buscar dentro de ti, y la confianza dentro de ti y eso es lo que el sistema desarrolla con mucha  rapidez”, “es precisamente un sistema que es para las personas que hacemos, que estamos en el mundo, para estar mas felices, más en contacto contigo...”. Al referirse al sistema ISHA enfatiza que "la práctica lo que hace es simplemente devolverte tu grandeza”.
También Yael Unger, actriz chilena de larga trayectoria en la televisión, que reside en Uruguay, ha declarado que el método ISHA es una herramienta "para que tu encuentres tu propia verdad”  y explica que luego de encontrar a Isha "decidí dedicar mi vida a expandir mi propia conciencia, a ser la mejor persona que puedo ser, la mejor versión de mi misma". Asimismo se refiere a que la práctica te lleva a "anclarte en el momento presente, salir de la cabeza que te lleva a preocuparte por el futuro o a lamentar el pasado y anclarte ahora y disfrutar el ahora, el aquí y ahora, no existe nada más”.